# Donje Svarče
Donje Svarče (en serbe cyrillique : Доње Сварче) est un village de Serbie situé dans la municipalité de Blace, district de Toplica. Au recensement de 2011, il comptait 85 habitants.

## Démographie
| 1948 | 1953 | 1961 | 1971 | 1981 | 1991 | 2002 | 2011 |
| ---- | ---- | ---- | ---- | ---- | ---- | ---- | ---- |
| 430  | 434  | 349  | 278  | 202  | 161  | 122  | 85   |

|  |